# Fågelsundsudden
Fågelsundsudden är en udde i Finland. Den ligger i Kyrkslätt i den ekonomiska regionen  Helsingfors  och landskapet Nyland, i den södra delen av landet, 40 km sydväst om huvudstaden Helsingfors.
Terrängen inåt land är platt. Havet är nära Fågelsundsudden åt sydväst.  Närmaste större samhälle är Kyrkslätt, 13,7 km norr om Fågelsundsudden. 